# Adam Kucz
Adam Kucz (ur. 26 czerwca 1971 w Tychach) – polski piłkarz, grający na pozycji pomocnika. Znany głównie z występów w Zagłębiu Sosnowiec, Odrze Wodzisław Śląski i GKS Katowice. Z tym ostatnim zespołem zdobył Puchar i Superpuchar Polski.